# 唐宏安
唐宏安（1980年12月7日—），台灣旅遊作家與旅遊節目主持人，曾出版《再窮也要玩歐洲》，並經營旅遊部落格。曾在2012年被新加坡濱海灣金沙賭場列為終身黑名單，被譽為國內三大女賭神，並將加入算牌團隊特殊經歷出版14萬字小說《我的決勝21點》。因旅遊及賭場的特殊專業，曾擔任過旅遊節目外景主持人，以及於2012年起擔任多個電視及廣播節目的非常態來賓。同時也是書籍與視覺設計師，曾擔任2016北京HP幽靈筆記本發布會的平面設計總監。她並從事攝影、微電影、插畫等多方面創作。

## 經歷

#### 設計
畢業於銘傳大學商業設計學系，並獲選為該系的優秀系友。唐恩設計工作室負責人。她在設計工作方面，除了微電影拍攝、書籍設計之外，於兩岸皆有平面及大型活動形象設計等合作。

#### 旅遊
在大學時期就有出版旅遊書的夢想，從2006年起就透過沙發衝浪旅行過許多城市，行遍60個國家，旅遍世界六大洲，2020年前往南極。旅遊期間累積許多文字、攝影作品。並受邀至各大專院校及企業演講。

#### 21點算牌賭場黑名單
唐宏安於2012年加入國際算牌團隊，於2012年4月被新加坡濱海灣金沙賭場列為黑名單，被譽為是台灣三大女賭神。其著作《我的決勝21點》乃依據她的真實經歷撰寫，包括加入算牌團隊並被賭場列為黑名單的過程。本書於2013年5月在台出版繁體中文版（太雅出版社），並於2017年1月於大陸出版簡體中文版（天津出版傳媒集團）。並受邀至各大專院校及企業演講。

#### 電視來賓／節目專訪
她在各大電視談話節目：年代新聞挖挖哇、中天新聞龍捲風、東森57新聞王、東森57金錢爆等節目擔任非常態來賓，主要談賭場主題或旅遊相關主題，一年錄影超過百集。並有知名節目專訪。

並於2020年合作八大電視『世界第一等』節目，摩洛哥單元的主持來賓，與張勛傑搭檔。

#### 媒體/社群行銷
唐宏安自2006年開始經營部落格及相關自媒體，對於自媒體行銷有深入研究。並於2014年擔任E11不動產行銷總監。2016年開始，與瑞典當地旅行社合作，負責中文市場行銷。2017年與摩洛哥當地旅行社合作開拓全球中文市場。並因社群行銷專業受邀至知名企業如痞客邦及安麗團隊演講。

#### 斜槓青年代表人物
由於唐宏安多方面的專業兼顧得宜，2018年華視新聞雜誌節目專訪【「斜槓青年正夯」勇敢追夢 迎接多職人生】。並於2019年受邀TEDxYouth演講《斜槓人生》。2020年宜蘭縣政府青年事務科邀請演講【斜槓人生有我主導】。

#### 緋聞
在2020年2月13日與張勛傑傳出撒哈拉沙漠秘婚

，後來證實是配合節目宣傳。

## 電視節目外景主持
| 年份   | 頻道     | 節目                             |
| ------ | -------- | -------------------------------- |
| 2012年 | 超視     | 《生活接力棒》外景主持           |
| 2020年 | 八大電視 | 《世界第一等》摩洛哥外景主持來賓 |

## 著作
| 年份          | 書名                                                             | 出版社               | ISBN               |
| ------------- | ---------------------------------------------------------------- | -------------------- | ------------------ |
| 2018年7月2日  | 《這不是你以為的俄羅斯：第一本台灣作者撰寫的俄羅斯輕文化觀察書》 | 悅知文化             | ISBN 9789578787162 |
| 2017年2月1日  | 《我的决胜21点》                                                 | 天津人民出版社       | ISBN 7201112163    |
| 2013年5月1日  | 《我的決勝21點：追逐夢想的撲克遊戲旅程》                         | 太雅出版社           | ISBN 9789866107931 |
| 2011年12月1日 | 《小旅行大感動 從青年壯遊點出發》                                | 行政院青年輔導委員會 | ISBN 9789860302691 |
| 2011年11月1日 | 《壯遊台灣 感動30》                                              | 行政院青年輔導委員會 | ISBN 4711481750594 |
| 2007年8月8日  | 《再窮也要玩歐洲》                                               | 三采文化             | ISBN 9789866920738 |

## 專欄寫作
| 年份   | 媒體                   | 主題                               |
| ------ | ---------------------- | ---------------------------------- |
| 2014年 | 小日子                 | 騎老機車 在東京待一個月            |
| 2013年 | 女人迷                 | 帶著撲克牌去旅行                   |
| 2012年 | 歐洲旅行大本營         | 旅遊專欄                           |
| 2011年 | 中央研究院數位文化中心 | 「素人策展」深耕台灣的阿兜仔傳教士 |

## 微電影拍攝
| 年份   | 活動名稱                                                                            | 擔任角色           |
| ------ | ----------------------------------------------------------------------------------- | ------------------ |
| 2014年 | 《第二把鑰匙》 【2014-48小時電影比賽 最佳道具應用獎】                               | 導演               |
| 2012年 | 《我都聽到囉》 【經濟部2012年4C數位創作競賽金獎】 【2012-48小時電影比賽最佳台詞獎】 | 副導並飾演廚師一角 |

## 外部連結
- 唐宏安個人粉絲頁 （页面存档备份，存于）
- 唐宏安個人網站（页面存档备份，存于）
- 部落格－唐宏安的特殊路線流浪旅行（页面存档备份，存于）
- YouTube頻道－唐宏安的特殊路線流浪旅行]